# Adenopterus perplexus
Adenopterus perplexus är en insektsart som beskrevs av Otte, D. 1987. Adenopterus perplexus ingår i släktet Adenopterus och familjen syrsor. Inga underarter finns listade i Catalogue of Life.